# John Elliot Cairnes

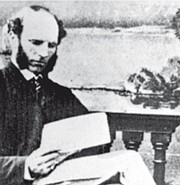
John Elliott Cairnes

John Elliot Cairnes [dʒɒn ˈɛlɪət kɛənz], auch Elliott geschrieben (* 26. September 1823 in Castlebellingham, County Louth, Irland; † 7. Juli 1875 in Blackheath, London) war ein irischer Nationalökonom.

## Leben
Cairnes war das sechste von acht Kindern des Brauers William Elliott Cairnes (1787–1863) und dessen Frau  Mary Anne (geborene Woolsey, † 24. September 1865). Zwei Jahre nach seiner Geburt löste der Vater seine Partnerschaft mit der Castlebellingham Brewery auf und gründete seine eigene Firma im Hafen von Drogheda an der Ostküste und errichteten ein Haus im nahegelegenen Stameen, das bis zu ihrem Tod der Wohnsitz der Familie blieb. Er besuchte eine Schule in Kingstown erhielt später in Chester Unterricht bei einem Privatlehrer, einem Geistlichen namens Hutton. Sein Wissensdrang blieb sowohl in der Familie als auch bei seinen Lehrern unbemerkt und da er der älteste lebende Sohn seiner Eltern war, war ihm eine Laufbahn und Karriere als Unternehmer im väterlichen Betrieb vorherbestimmt. Er war daher anfänglich in der Brauerei seines Vaters beschäftigt. Doch die Arbeit im Kontor beeinträchtigte seine Gesundheit, da die Nächte mit lernen verbrachte, um sich am Trinity College der Universität in Dublin immatrikulieren zu können. Am 7. November 1842 schrieb er sich dort als Student für die Fächer Logik und Metaphysik ein. Im Jahr 1845 erhielt er „die erste Auszeichnung in Logik und Metaphysik“ und zwei Jahre später folgte ein „Senior Moderatorship und eine Goldmedaille in Ethik und Logik“. Nach seinem Abschluss im Jahr 1848 begann er ein Studium in Rechtswissenschaften und Politischer Wirtschaft. Er wurde anschließend als Anwalt in Irland zugelassen verspürte jedoch keine Neigung diesen Beruf auszuüben. Er beschäftigte sich einige Jahre lang damit Beiträge für die Tagespresse zu schreiben, in denen er sich mit den sozialen und wirtschaftlichen Fragen befasste, die Irland betrafen. Nach einer recht langen Zeit begann Cairnes 1854 schließlich sein M.A.-Studium. Seine Aufmerksamkeit widmete er der politischen Ökonomie und veröffentlichte seine erste größere Schrift An Examination into the Principle of Currency involved in the Bank Charter Act of 1844. Während seines Aufenthalts in Dublin hatte er den Erzbischof Richard Whately kennengelernt und als im Jahr 1856 der von Whately gegründete Lehrstuhl für politische Ökonomie frei wurde, wurde Cairnes 1857 zum Professor für Nationalökonomie ernannt. Im Jahr 1862 erhielt er den Ruf als Professor der Rechte an das Queen’s College in Galway und danach an das University College in London.  1872 verschlechterte sich sein Gesundheitszustand, so dass er seine Lehrtätigkeit einstellen musste und als emeritierter Professors für politische Ökonomie in den Ruhestand ging. 1873 wurde ihm von der Universität der Grad eines LL. D. verliehen.

## Familie
Cairnes heiratete im Frühjahr 1860  Elizabeth Eliza Charlotte (geborene Alexander, 1838–1896), eine Tochter des Richters George Henry Minto Alexander. Das Paar bekam eine Tochter und drei Söhne:
- Anna Alexander Cairnes († 11. September 1910)
- William Elliot Cairnes (18. September 1862–19. April 1902), der Offizier und Schriftsteller wurde[5] ⚭ Juni 1884 mit Mamie (geborene McClelland), Tochter von M. McClelland of Glendarragh
- Robert Gould Cairnes (1863–März 1868)
- Frederick Evelyn Cairnes (1864–12. März 1944), wurde Architekt[6] ⚭ 1. Juni 1899 mit Lucy Barbara (geborene Croft), Tochter von Hubert George Denman Croft und dessen Frau Georgiana Eliza Lucy (geborene Marsh)

## Werk

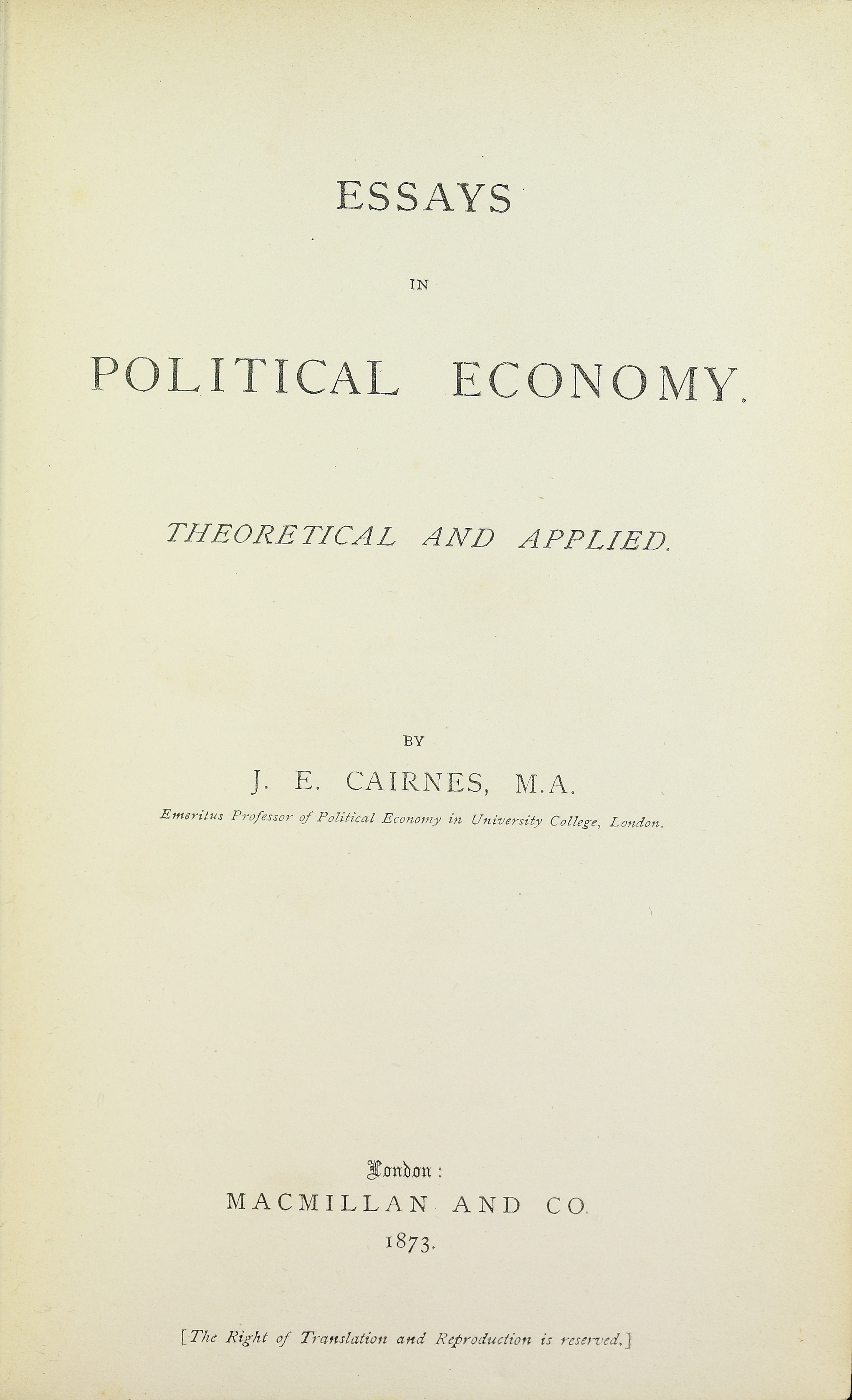
Essays in political economy, 1873

Cairnes gilt als der bedeutendste Schüler John Stuart Mills, dessen Lehren er selbständig weiterentwickelte in den Schriften:
- The character and logical method of political economy 2. Auflage, London 1875.
- Essays in political economy. 1873.
- Political essays. 1873.
- Some leading principles of political economy. (neue Ausg.) 1883.

Außerdem schrieb er:
- The slave power, its character, career and probable designs. 1862.
- University education in Ireland. 1866.